# Ropebrake Pass
Il Ropebrake Pass è un ripido, stretto e innevato valico alpino antartico situato tra l'estremità meridionale delle Gabbro Hills e il Monte Llano, che permette il passaggio tra il Ghiacciaio Barrett e il Ghiacciaio Gough, nei Monti della Regina Maud, in Antartide. 
La denominazione è stata assegnata dal gruppo sud della New Zealand Geological Survey Antarctic Expedition (1963–64) a causa dell'elevato numero di corde fisse e dissipatori a fune utilizzati per il suo attraversamento.